# SFPQ
SFPQ‏ (None) هوَ بروتين يُشَفر بواسطة جين SFPQ في الإنسان.